# Советская улица (Москва)
Сове́тская улица — улица, расположенная в Восточном административном округе города Москвы на территории района Измайлово.

## История
Современное название улица получила в 1939 году, до этого она называлась Новая Слобода. Название дано по находившемуся здесь сельсовету.

## Расположение
Советская улица расположена на территории бывшего Черкизовского рынка. В настоящее время она разделена на две части, одна из которых выходит на Вернисажную улицу, а другая на Измайловский проезд и Третью Прядильную улицу. Первая половина идёт от ТЦ «Новочеркизовский» асимметрично Щёлковскому шоссе, вторая продолжает Третью Прядильную и расположена параллельно Сиреневому бульвару и перпендикулярно Измайловскому проезду.
По адресу Советская ул., 80 находится стадион «Измайлово».

## Транспорт
У восточной части улицы есть остановка «Измайловский проезд», на которой останавливаются автобусные маршруты № 34, 34к, 634. В планах пустить по ней новый маршрут автобуса.

### Метро
- Станция метро «Черкизовская» Сокольнической линии — в 700 м на северо-запад от левой части.
- Станция метро «Измайловская» Арбатско-Покровской линии — в 1,5 км на юго-восток от правой части.

### Железнодорожный транспорт
- Станция «Черкизовская» МЦК — в 700 м на северо-запад от левой части.